# John-Patrick Strauß
John-Patrick Strauß (ur. 28 stycznia 1996 w Wetzlar) – filipiński piłkarz niemieckiego pochodzenia, grający na pozycji prawego obrońcy. Przez sezon 2020/2021 występuje w klubie FC Erzgebirge Aue.

## Kariera juniorska
Strauß zaczynał swoją karierę piłkarską w FC Cleeberg, gdzie grał w latach 2000–2008. Na następne cztery lata Filipińczyk przeniósł się do TSG Wieseck. Przez sezon 2011/2012 grał on dla sekcji U-17 tego klubu. W lipcu 2012 roku zawodnik ten podpisał kontrakt z drużyną RB Lipsk do lat 17. Zagrał dla niej w 25 meczach i zdobył 2 bramki. Latem 2013 roku Straußa przeniesiono do drużyny RB Lipsk U-19. W jej barwach wystąpił 26 razy, strzelając 12 goli. W lipcu 2014 roku Filipińczyka awansowano do seniorskiej drużyny RB Lipsk.

## Kariera seniorska
Dla pierwszej drużyny RB Lipsk Strauß nie wystąpił ani razu. W 2015 roku przeniesiono go do sekcji B tego zespołu. Przez dwa sezony gry wybiegał w jej barwach na murawę 54 razy, zdobywając przy tym 10 bramek. W tym czasie Filipińczyk trzykrotnie pojawiał się na ławce rezerwowej pierwszej drużyny RB Lipsk w meczach przeciwko: Unionowi Berlin, TSV Monachium oraz Borussii Dortmund, Wraz z dniem 1 lipca 2017 Strauß dołączył do FC Erzgebirge Aue. Do 27 lutego 2021 zagrał dla niego w 62 meczach i strzelił 3 gole.

## Kariera reprezentacyjna
| Numer | Reprezentacja | Przeciwko        | Ranga                                           | Data                 | Gole | Asysty | Wynik (zielony – wygrane, żółty – remisy, czerwony – porażki) |
| ----- | ------------- | ---------------- | ----------------------------------------------- | -------------------- | ---- | ------ | ------------------------------------------------------------- |
| 1     | Filipiny      | Oman             | Mecz towarzyski                                 | 13 października 2018 | 0    | 0      | 1:1                                                           |
| 2     | Filipiny      | Singapur         | Mistrzostwa Azji Południowo-Wschodniej 2018     | 13 listopada 2018    | 0    | 0      | 1:0                                                           |
| 3     | Filipiny      | Timor Wschodni   | Mistrzostwa Azji Południowo-Wschodniej 2018     | 17 listopada 2018    | 0    | 0      | 2:3                                                           |
| 4     | Filipiny      | Tajlandia        | Mistrzostwa Azji Południowo-Wschodniej 2018     | 21 listopada 2018    | 0    | 1      | 1:1                                                           |
| 5     | Filipiny      | Indonezja        | Mistrzostwa Azji Południowo-Wschodniej 2018     | 25 listopada 2018    | 0    | 0      | 0:0                                                           |
| 6     | Filipiny      | Korea Południowa | Puchar Azji w Piłce Nożnej 2019                 | 7 stycznia 2019      | 0    | 0      | 1:0                                                           |
| 7     | Filipiny      | Chiny            | Puchar Azji w Piłce Nożnej 2019                 | 11 stycznia 2019     | 0    | 0      | 3:0                                                           |
| 8     | Filipiny      | Syria            | Eliminacje do Mistrzostw Świata 2022 strefy AFC | 5 września 2019      | 0    | 0      | 2:5                                                           |
| 9     | Filipiny      | Guam             | Eliminacje do Mistrzostw Świata 2022 strefy AFC | 10 września 2019     | 1    | 0      | 1:4                                                           |
| 10    | Filipiny      | Chiny            | Eliminacje do Mistrzostw Świata 2022 strefy AFC | 15 października 2019 | 0    | 0      | 0:0                                                           |
| 11    | Filipiny      | Malediwy         | Eliminacje do Mistrzostw Świata 2022 strefy AFC | 14 listopada 2019    | 1    | 1      | 1:2                                                           |
| 12    | Filipiny      | Syria            | Eliminacje do Mistrzostw Świata 2022 strefy AFC | 19 listopada 2019    | 0    | 0      | 1:0                                                           |

## Sukcesy
- Bundesliga U19 (Nord/Nordost) – z RB Lipsk U19, 2015 rok[12]